# غازار پاربه‌تسی

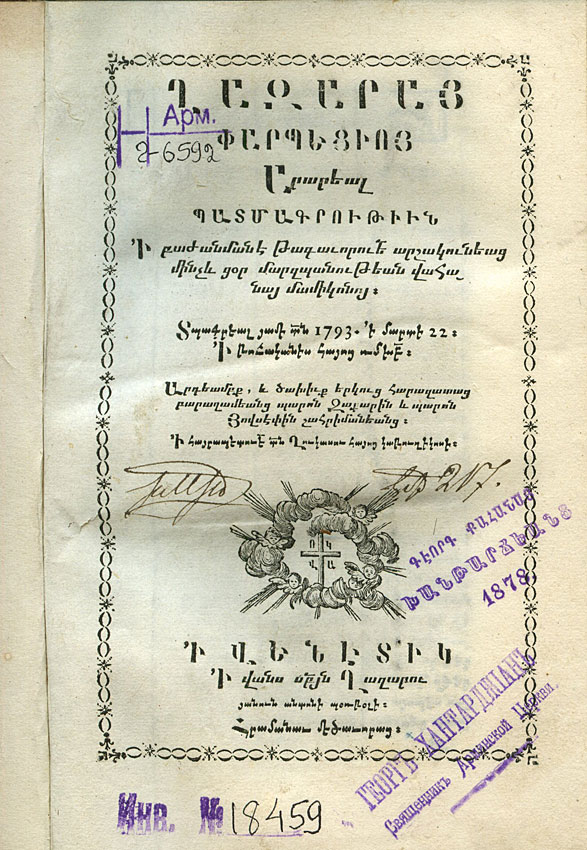
تاریخ ارمنستان، چاپ ونیز (۱۷۹۳)

غازار پاربه‌تسی یا لازار پاربه‌تسی، (به ارمنی: Ղազար Փարպեցի)، (به لاتین: Lazarus Pharpensis) یا Łazar Pʿarbecʿi مورخ و واقعه‌نگار ارمنی سدهٔ پنجم و ششم میلادی بود. او روابط نزدیکی با خانوادهٔ قدرتمند مامیگونیان داشت و بیش‌تر به‌دلیل نگارش کتاب «تاریخ ارمنستان» در اوایل سدهٔ ششم میلادی مشهور است. وی در این کتاب تاریخ ارمنستان را تا سال ۴۸۵ میلادی تدوین نمود. غازار پاربه‌تسی از روحانیون و نجیب‌زادگان ارمنی بود.

## تاریخ
غازار پاربه‌تسی تحصیلات ابتدایی را به همراه «واهان مامیکونیان» در خانواده «آشوشا بدخش گرجی» فرا گرفته سپس برای ادامه تحصیل به یونان رفت و پس از مراجعت چند سالی را در سیونیک گذراند. وقتی که واهان مامیکونیان مرزبان ارمنستان گردید، غازار را به سمت سر کشیش کلیسای جامع اچمیادزین گمارد.
پس از چندی روحانیت تاریک اندیش زمان برضد او بسیج شده تهمت ناسزا به او نسبت دادند و وی را در پیش مرزبان و جاثلیق (رهبر کلیسای ارمنی) مقصر جلوه دادند. روابط افراد اخیر با غازار تیره می‌شود، لذا او مجبور به هجران از ارمنستان می‌گردد و از پناهگاهش نامه‌ای به مرزبان واهان می‌نویسد و بی گناهی اش را به اثبات می‌رساند. واهان قانع شده از غازار برای نوشتن تاریخ به ارمنستان دعوت می‌کند.
دو عنوان اثر از غازار پاربه‌تسی موجود است «تاریخ ارمنیان» و «دفتر اتهام کشیشان دروغگو». غازار پاربه‌تسی تاریخ ارمنیان خود را از دوران ابداع حروف شروع نموده تا دومین قیام عمومی ارمنیان در برابر حکومت ساسانیان (۴۸۴–۴۸۱ میلادی)، که با پیروزی ارمنیان به پایان می‌رسد. ادامه می‌دهد. پاربه‌تسی تاریخش را با انتصاب واهان مامیکونیان رهبر قیام بعنوان مرزبان ارمنستان و جشنهای باشکوهی که بدین خاطر برپا شده بود به پایان می‌برد.
دفتر اتهام کشیشان دروغگو، مجموعه کامل مدارک بحساب می‌آید، نخست برای اینکه شامل زندگی‌نامه پاربه‌تسی است و دوم آنکه ماهیت روحانیت ارمنی آن عصر را افشاء می‌کند. او در نامه‌ای که برای مرزبان واهان مامیکونیان نوشته بود تمام سخنان و اتهامات دروغ را صریحاً رد کرده آنها را به روحانیون منتسب می‌کند و با مدارک و ادله متعدد مال‌پرستی، ریاکاری و تاریک اندیشی آنان را به اثبات می‌رساند. او چند مدرک تکان دهنده ارائه می‌دهد که چگونه دانشمندان متعددی بدست روحانیون تا سر حد مرگ مورد ایذا و اذیت قرار گرفته بودند (با اروپای قرون وسطی مقایسه شود).
سخن حکیمانه غازار پاربه‌تسی:
«پادشاهی که همه چیز را با زور انجام می‌دهد، هیچ‌کس را به‌شمار نمی‌آورد، با هیچ‌کس مشورت نمی‌کند نه تنها برای شخص خود، بلکه برای کشورش نیز نابودی به بار می‌آورد.»
«پادشاه باید خود با چشمان خویش مشاهده کند، با گوشهای خود بشنود، خودش آشنا شود، خودش از دهان خویش سخن بگوید.»